# Poggibonsi
Poggibonsi – miejscowość i gmina we Włoszech, w regionie Toskania, w prowincji Siena.
Według danych na rok 2004 gminę zamieszkiwało 27 199 osób, 388,6 os./km².

## Zabytki
- pałac Palazzo Pretorio zbudowany na przełomie XIII i XIV wieku wraz z XIII-wieczną wieżą Torre del Podesta;
- nieukończona twierdza Poggio Imperiale budowana w XV wieku na zlecenie Wawrzyńca Wspaniałego przez Giuliana da Sangalla
- klasztor franciszkanów S. Lucchese z zachowanymi XV-wiecznymi freskami

## Współpraca
- Corleto Perticara, Włochy
- Werne, Niemcy
- Marcq-en-Barœul, Francja